# Iglesia de San Francisco de Asís (Montevideo)

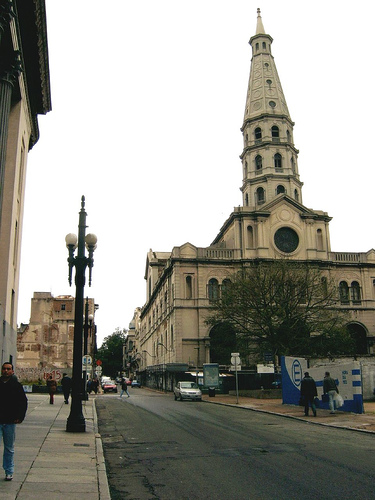
Iglesia de San Francisco de Asís

Die Iglesia de San Francisco de Asís ist ein Bauwerk in der uruguayischen Landeshauptstadt Montevideo.
Das 1865 projektierte und 1870 eingeweihte katholische Kirchengebäude befindet sich in der Ciudad Vieja an der Calle Cerrito, Ecke Solís. Für das Bauprojekt zeichnete Victor Rabú verantwortlich, der den ein Jahr zuvor ausgerichteten Wettbewerb zur Errichtung der Kirche gewann. Den Bau selbst leitete I. Pedrálbez. 1895 wurde der Kirchturm fertiggestellt. Im Jahr 2007 fanden Restaurierungsarbeiten unter Leitung der Architekten F. Collet und D. Neri statt.
Das 16 Meter hohe, dreistöckige Bauwerk verfügt über eine Grundfläche von 1699 m² und wird architektonisch dem historischen Eklektizismus zugeordnet; der Einfluss von St-Sernin de Toulouse ist spürbar.
Seit 1975 ist die Kirche als Monumento Histórico Nacional klassifiziert.